# 34. Międzynarodowy Festiwal Filmowy w Cannes
34. Międzynarodowy Festiwal Filmowy w Cannes odbył się w dniach 13–27 maja 1981 roku. Imprezę otworzył pokaz włoskiego filmu Trzej bracia w reżyserii Francesco Rosiego.
Jury pod przewodnictwem francuskiego reżysera Jacques'a Deray przyznało nagrodę główną festiwalu, Złotą Palmę, polskiemu filmowi Człowiek z żelaza w reżyserii Andrzeja Wajdy. Drugą nagrodę w konkursie głównym, Grand Prix, przyznano szwajcarskiemu filmowi Lata świetlne w reżyserii Alaina Tannera.

## Jury Konkursu Głównego
- Jacques Deray, francuski reżyser − przewodniczący jury[6]
- Ellen Burstyn, amerykańska aktorka
- Jean-Claude Carrière, francuski scenarzysta
- Robert Chazal, francuski krytyk filmowy
- Attilio D'Onofrio, dyrektor państwowej firmy dystrybucyjnej Italnoleggio
- Christian Defaye, francuski dziennikarz
- Carlos Diegues, brazylijski reżyser
- Antonio Gala, hiszpański pisarz
- Andriej Pietrow, rosyjski kompozytor
- Douglas Slocombe, brytyjski operator filmowy

## Filmy na otwarcie i zamknięcie festiwalu
|             | Tytuł            | Reżyseria        | Kraj              |
| ----------- | ---------------- | ---------------- | ----------------- |
| Otwierający | Trzej bracia     | Francesco Rosi   | Włochy            |
| Zamykający  | Honeysuckle Rose | Jerry Schatzberg | Stany Zjednoczone |